# Liste des villes jumelées d'Australie
 (décembre 2016).

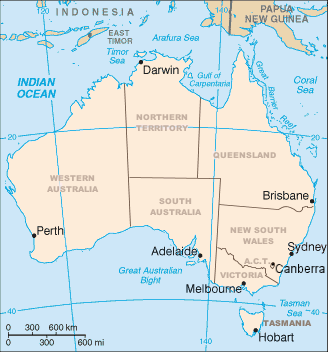
Carte de l’Australie.

Ceci est la liste des villes jumelées d’Australie ayant des liens permanents avec des communautés locales dans d'autres pays. Dans la plupart des cas, en particulier quand elle est officialisée par le gouvernement local, l'association est connue comme « jumelage » (même si d'autres termes, tels que « villes partenaires », Sister Cities ou « municipalités de l'amitié » sont parfois utilisés). La plupart des endroits sont des villes, mais cette liste comprend aussi des villages, des districts, comtés, etc., avec des liens similaires.
- Haut – A
- B
- C
- D
- E
- F
- G
- H
- I
- J
- K
- L
- M
- N
- O
- P
- Q
- R
- S
- T
- U
- V
- W
- X
- Y
- Z

## B

### Brisbane[1]-Queensland
| Kobe (préfecture d’Hyogo), Japon (1985) Auckland, Nouvelle-Zélande (1988) Shenzhen, Chine (1992) | Semarang, Indonésie (1993) Kaohsiung, Taiwan (1997) Daejeon, Corée du Sud (2002) | Chongqing, Chine (2005) Abou Dabi, Émirats arabes unis(2009) |

## R

### Randwick[2]-Nouvelle-Galles du Sud
| Albi, France Hangzhou, Chine | Kastellórizo, Grèce Narrabri, Australie | Randwick (Gloucestershire), Royaume-Uni Temora, Australie |

### Rockdale[3]-Nouvelle-Galles du Sud
| Bint Jbeil, Liban Bitola, Macédoine Gilgandra, Nouvelle-Galles du Sud, Australie | Glyfada, Grèce Takéo, Cambodge Tianjin, Tanggu, Chine | Yamatsuri (préfecture de Fukushima), Japon Arica, Chili (ville-amie) |

## Sources
- (en) Cet article est partiellement ou en totalité issu de l’article de Wikipédia en anglais intitulé « List of twin towns and sister cities in Oceania#Australia » (voir la liste des auteurs).